# ASD Pro Savona Calcio
ASD Pro Savona Calcio (zkráceně jen Savona) je italský fotbalový klub hrající v sezóně 2022/23 v regionální soutěži Prima Categoria Liguria sídlící ve městě Savona v regionu Ligurie.
Tento klub vznikl po bankrotu starého klubu v roce 2020, ale rozhodl se pokračovat ve fotbalové tradici vzniklé v roce 1907, když byl založen Fratellanza Ginnastica Savonese.

## Změny názvu klubu
- 1908/09 – 1913/14 – FG Savonese (Fratellanza Ginnastica Savonese)
- 1914/15 – 1926/27 – Savona FBC (Savona Foot-Ball Club)
- 1927/28 – 1944/45 – AC Savona (Associazione Calcio Savona)
- 1945/46 – 1986/87 – Savona FBC (Savona Foot-Ball Club)
- 1987/88 – 1998/99 – Savona 1907 FBC (Savona 1907 Foot-Ball Club)
- 1999/00 – 2005/06 – Savona Calcio (Savona Calcio)
- 2006/07 – 2011/12 – Savona 1907 FBC (Savona 1907 Foot-Ball Club)
- 2012/13 – 2015/16 – Savona FBC (Savona Foot Ball Club)
- 2016/17 – 2019/20 – SSD Savona FBC (Società Sportiva Dilettantistica Savona Foot Ball Club)
- 2020/21 – ASD Pro Savona Calcio (Associazione Sportiva Dilettantistica Pro Savona Calcio)

## Získané trofeje

### Vyhrané domácí soutěže
- 3. italská liga (4×)

1931/32, 1933/34, 1939/41, 1965/66
- 4. italská liga (1×)

1958/59

## Historie
Fotbalový klub byl založen 20. června 1907 jako Fratellanza Ginnastica Savonese. První oficiální soutěž klub odehrál v sezoně 1909/10 a to v tehdejší třetí lize. Sezonu 1913/14 již hrály v nejvyšší lize a šest sezon po sobě ji odehrála. Vždy ale skončila ve své skupině a nikdy nepostoupila do finále. Tehdejší druhou ligu hrály do sezony 1929/30, kdy sestoupily o ligu níž. Zpět se vrátily až v sezoně 1939/40 a hrály v ní do 1946/47. Poslední sezonu ve druhé lize zaznamenal klub v sezoně 1966/67. Na konci 80. let zažil sestup až do regionální soutěže (Promozione – 6. liga).
V roce 2006 ohlásil bankrot. Byl založen nový klub Savona 1907 Foot-Ball Club, který navázal na tradici předcházejí klub. Další bankrot nastal v roce 2012 a opět se založil nový klub Savona Foot Ball Club. Sezonu 2013/14 již hrály ve třetí lize, jenže po třech sezonách sestoupil níž. V létě roku 2020 se klub vzal svého členství ve čtvrté lize, kvůli financím. Klu zachránil Enzo Grenno, který vytvořil nový klub Associazione Sportiva Dilettantistica Pro Savona Calcio se záměrem pokračovat v historii sportovního sdružení starého klubu.

## Účast v ligách
| Úroveň soutěže | Název soutěže (nynější název) | První hraná sezona | Poslední hraná sezona | celkem odehraných sezon |
| -------------- | ----------------------------- | ------------------ | --------------------- | ----------------------- |
| 1              | Serie A                       | 1913/14            | 1922/23               | 6                       |
| 2              | Serie B                       | 1910/11            | 1966/67               | 14                      |
| 3              | Serie C                       | 1909/10            | 2015/16               | 35                      |
| 4              | Serie D                       | 1952/53            | 2019/20               | 24                      |
| 5              | Eccellenza                    | 1986/87            | 2009/10               | 19                      |

## Fotbalisté

### Historické statistiky
| Počet utkání | Počet utkání       | Počet utkání |  | Počet branek | Počet branek      | Počet branek |
| Pořadí       | Jméno              | Počet        |  | Pořadí       | Jméno             | Počet        |
| 1.           | Valentino Persenda | 317          |  | 1.           | Giorgio Borgo     | 82           |
| 2.           | Giulio Mariani     | 286          |  | 2.           | Francesco Virdis  | 70           |
| 3.           | Paolo Viviani      | 225          |  | 3.           | Giovanni Vanara   | 68           |
| 4.           | Gino Vignolo       | 214          |  | 4.           | Vittorio Panucci  | 60           |
| 5.           | Franco Canepa      | 213          |  | 5.           | Giovanni Cappelli | 59           |

### Na velkých turnajích

#### Hráč na Olympijských hrách
- Rinaldo Roggero (OH 1920)

## Trenéři

### Známí treneři v klubu
- Rinaldo Roggero (1933–1938, 1939–1940, 1942–1943, 1946–1947)
- Virgilio Felice Levratto (1936–1937, 1938–1939, 1945–1947, 1952–1953, 1964–1965)
- Renato Cattaneo (1947–1948)
- Piero Pasinati (1963–1964)
- Omero Tognon (1976–1977)